# علي عاقلة
الدكتور علي عاقلة، طبيب أردني من أصل فلسطيني، مؤسس مستشفى عاقلة في مدينة عمّان وأحد أوائل الأطباء في الأردن. ولد علي عاقلة في بلدة لفتا - القدس عام 1910 وتخرج من كلية الطب في الجامعة الأميركية في بيروت عام 1939. بعدها عمل في عيادته الخاصة بمدينة لفتا حتى عام 1941، ثم عمل طبيب ولادة وجراح بمستشفى حيفا حتى عام 1949، وعُين بعدها طبيباً بعيادة وكالة الأمم المتحدة لإغاثة وتشغيل اللاجئين الفلسطينيين في مدينة قلقيلية وقام مع الدكتور باسيرو (السويسري) بتطوير العيادة إلى مركز صحي يحتوي على مستشفى جراحي.

## السيرة المهنية
عام 1957، عمل مع القوات المسلحة السعودية المتواجدة في الأردن كطبيب جراح بمستشفى الميدان حتى انتقل مع القوات السعودية لمدينة حقل. وفي عام 1958، عمل جراحاً ومدير مستشفى البارحة الحكومي بمدينة إربد. انتقل بعدها للعمل في مدينة الخليل، حيث باشر عام 1959 إدارة مستشفى الخليل الحكومي وعمل جراحاً فيها، حتى انتقل إلى عمّان وأنشأ مستشفى عاقلة عام 1960 في منطقة جبل عمّان في العاصمة عمّان وهو أول مستشفى خاص للولادة في الأردن. توسعت المستشفى عام 1966 لتشمل تخصصات أخرى، ولا تزال عاملة في تخصصات النسائية والتوليد والأطفال والباطنية والجراحة العامة.
يقول د. علي عاقلة: ’’ قررت أن أسميه مستشفى عاقلة، وقد جاء اسم «عاقلة» من جدتي حيث كانوا يطلقون علينا «أولاد عاقلة» ومن هنا جاء اسم العائلة والذي أصبحنا ننتسب له الآن‘‘.
بحسب شهادات الميلاد المسجلة في الحكومة يقول د. علي عاقلة: ’’ لقد ولّدتُ أكثر من (40) ألف سيدة وأجريت أكثر من (100) ألف عملية جراحية‘‘.

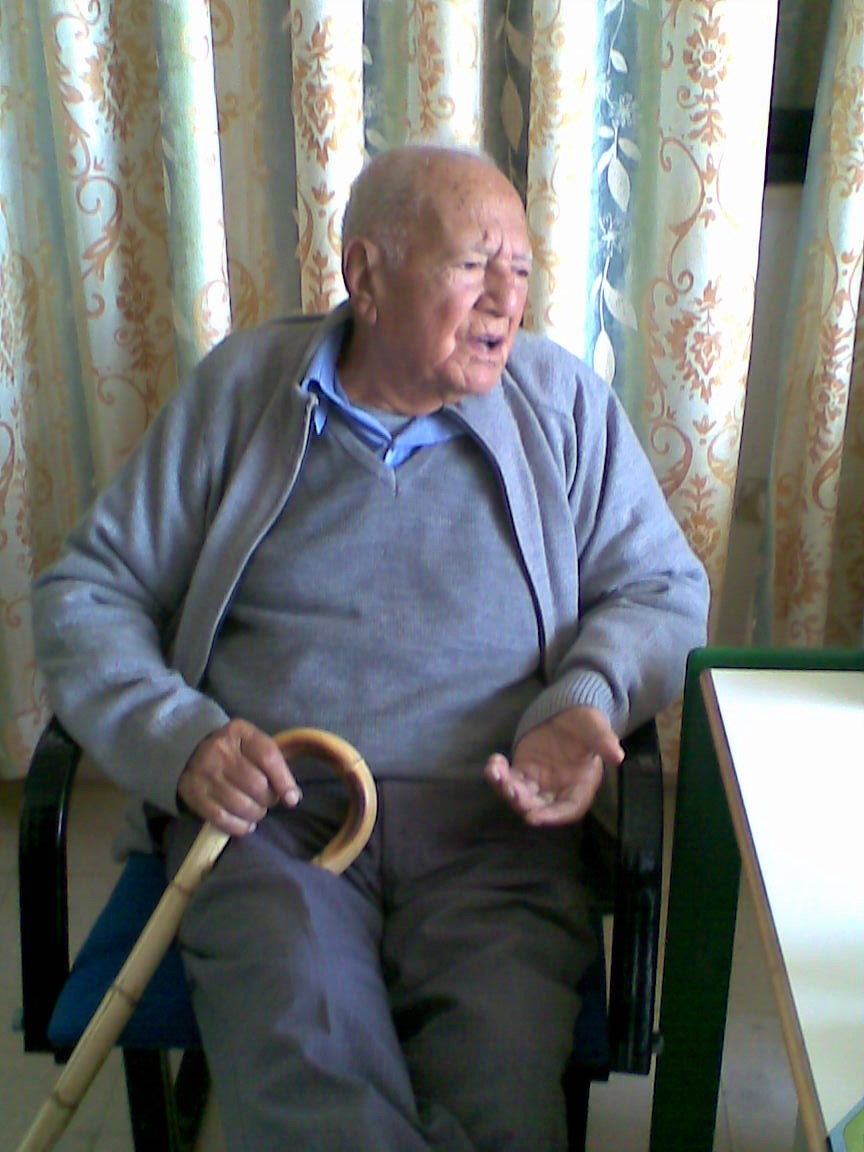
الدكتور علي عاقلة، 2007م

و يضيف قائلا: ’’ أينما ذهبت أو سافرت أجد أناسا ولدوا بين يدي. حتى أن هناك وزراء ونواب وأساتذة واقتصاديين ورجال أعمال ما زالت شهادات ميلادهم مقرونة باسمي (الطبيب المولد)‘‘.

## حياته الشخصية
تزوج من ابنة عمه السيدة (عاقلة) ولم تنجب له أولاد، ثم تزوج من السيدة (يسرى طوقان) وأنجبت له أربعة أبناء (الدكتور/إسماعيل، الدكتور/موسى، عنبرة، ليلى).

## تكريمات
أنعم الملك عبدالله الثاني بن الحسين على الدكتور علي عاقلة بوسام الحسين للعطاء المميز من الدرجة الأولى تقديراً لعطائه الإنساني والطبي والتطوعي وتفانيه في تقديم الدعم للمحتاجين، وتسلم الوسام عنه نجله الدكتور موسى عاقلة.
حظي د. علي أيضا بتكريم من الملكة رانيا والذي جاء بحضور اجتماع أطباء التوليد في العالم والذي عقد في البحر الميت.